# Luis Regueiro (meksykański piłkarz)
Luis Regueiro Urquiola (ur. 22 grudnia 1943 w mieście Meksyku) – meksykański piłkarz występujący na pozycji pomocnika.

## Kariera klubowa
W swojej karierze Regueiro reprezentował barwy zespołów Pumas UNAM, Club Necaxa oraz Deportivo Toluca. Wraz z Toluką w sezonie 1970/1971 wywalczył wicemistrzostwo Meksyku.

## Kariera reprezentacyjna
W reprezentacji Meksyku Regueiro grał w latach 1966-1968. W 1966 roku został powołany do kadry na Mistrzostwa Świata. Nie zagrał jednak na nich ani razu, a Meksyk odpadł z turnieju po fazie grupowej. W 1967 roku zdobył złoty medal Igrzysk Panamerykańskich. W 1968 roku wziął zaś udział w Letnich Igrzyskach Olimpijskich, zakończonych przez Meksyk na 4. miejscu.